# Paralimna sponsa
Paralimna sponsa är en tvåvingeart som beskrevs av Giordani Soika 1956. Paralimna sponsa ingår i släktet Paralimna och familjen vattenflugor. Inga underarter finns listade i Catalogue of Life.